# Mirganj
Mirganj é um cidade no distrito de Gopalganj, no estado indiano de Bihar.

## Demografia
Segundo o censo de 2001, Mirganj tinha uma população de 23.579 habitantes. Os indivíduos do sexo masculino constituem 52% da população e os do sexo feminino 48%. Mirganj tem uma taxa de literacia de 52%, inferior à média nacional de 59,5%: a literacia no sexo masculino é de 61% e no sexo feminino é de 43%. Em Mirganj, 18% da população está abaixo dos 6 anos de idade.